# René Izaure
René Izaure (né le 9 avril 1929 à Vicdessos (Ariège) et mort le 30 janvier 2014 à Pau (Pyrénées-Atlantiques)) est un graveur, dessinateur, peintre français.
Son moyen d'expression privilégié est le dessin en noir et blanc, influencé par la pratique de la gravure. Il en a exploré différents aspects à la plume, au fusain, au crayon, toujours de manière figurative et extrêmement précise. Il a été tardivement inspiré par le dessin traditionnel chinois.

## Biographie
Originaire de Vicdessos, dans les Pyrénées ariégeoises, René Izaure a passé son enfance entre Vicdessos et Rabat-les-Trois-Seigneurs, au pied des montagnes, qui ont constitué une des sources d’inspiration privilégiées de ses œuvres.
Il entre en 1951 à l’École supérieure des beaux-arts de Toulouse, où il est l’élève de Maurice Mélat en dessin. Il fait parallèlement son apprentissage dans les ateliers toulousains privés du peintre Michel Goedgebuer et de Christian Schmidt. L’entrée dans l’atelier de gravure de Louis Louvrier, en 1953, a une influence décisive sur la conception de son art.
Dès 1954, René Izaure expose au Salon des artistes méridionaux, vivier artistique toulousain depuis sa création en 1905. C’est vers le paysage qu’il se tourne, en peinture, en dessin ou en gravure. Il revient ainsi de son service militaire au Maroc, effectué dans les années 1955-1956, avec de nombreux dessins de la vallée de Boured, dans le Rif marocain.
En 1958, il reçoit le prix de la gravure de la ville de Toulouse et obtient le concours de professorat de dessin. Il commence son enseignement en lycée à Toulouse et à Foix avant d’intégrer, en 1964, le corps professoral de l’école des Beaux-Arts de Toulouse. En 1965, il obtient le diplôme national des Beaux-Arts, pour lequel il avait présenté une monographie des pigeonniers de la région toulousaine, composée de 35 planches à la plume.
À partir des années 1960, il partage sa vie entre Toulouse, l’Ariège qu’il dessinera toute sa vie, et une cabane à La Franqui, dans les Corbières, entourée de vignes et de cyprès. Traduire la lumière, le vent, l’atmosphère, les saisons, la mort, les constructions humaines, sa vision des hommes, en lignes acérées, crayonnées ou encrées, en une variété de noirs, de gris, et de blancs, devient la constante préoccupation d’Izaure.
En 1966, il obtient le prix de la ville de Foix pour son œuvre, première reconnaissance de sa terre natale. Plusieurs prix marqueront sa carrière.
La galerie Chappe-Lautier, une des quelques galeries actives dans la reconnaissance des jeunes artistes toulousains en dehors de l’académisme institutionnel accueille sa première exposition personnelle en 1971.
Devenu responsable de l’atelier de gravure, en remplacement de Louis Louvrier en 1976, dont il avait été l’élève et l’ami, René Izaure enseignera la gravure jusqu'en 1988, ainsi que le dessin aux Beaux-Arts de Toulouse. En cette même année, sa production gravée s’arrête. Il ne reprend les outils de la gravure qu’une trentaine d’années plus tard, à l’occasion de la rétrospective qui lui est consacrée au musée Goya à Castres, en 2009. Les sujets qui reviennent sous son burin sont ceux de toujours, oiseaux humains ironiques et mystérieux, paysages d’Ariège, ossature de bateaux en construction.
Les villes d’Auch et de Toulouse lui décernent chacune le Grand Prix de la ville en 1982, et le Salon des artistes français une médaille d’argent en 1983, pour son dessin Les Écologistes. Ce prix lui assure sa sélection pour une exposition en Chine, où il effectue le voyage. Ce voyage en Chine en 1983, puis un second en 1988, à Chongqing, à l’occasion d’un échange entre artistes, lui sont une révélation : il approfondit sa connaissance de l’art du paysage chinois, et s’intéresse plus particulièrement aux peintures des XIe et XIIe siècle, celles de Xia Gui notamment, qui représentent la nature dans sa dimension cosmique, ramenant l’homme à la taille d’un insecte.
Sa première femme, Françoise Galy-Izaure, dite Fazou, professeur de dessin au lycée Saint-Sernin, plasticienne elle-même, décède en 1985. Il se remarie quelques années plus tard avec Danielle Feiss, prend sa retraite en 1989 et s’installe dans la maison de sa nouvelle épouse à Gan, près de Pau. Il continue son activité artistique dans ce style initiée au début des années 1980 et de plus en plus influencé par le dessin traditionnel chinois.
En 2000, la salle « René Izaure » est inaugurée à la Maison des Consuls de Vicdessos ; l'artiste donne 22 œuvres.
En 2009, il réalise une exposition au musée Goya, à Castres, où sont exposées de nombreuses gravures de Goya.
René Izaure meurt à Pau en janvier 2014 ; ses cendres reposent au cimetière de Vicdessos. Peu après, le centre d'art contemporain Les Olivétains de Saint-Bertrand-de-Comminges organise une exposition en son hommage, en faisant une rétrospective de ses dessins et gravures de 1954 à sa mort.

## Œuvre
René Izaure a réalisé au cours de sa carrière artistique 105 peintures, 72 gravures, 750 dessins. 
René Izaure se pose résolument dans la tradition des Beaux-Arts, où la technique pleinement maîtrisée peut révéler la force de l’inspiration. Sa virtuosité est, dès les premières années de ses études aux Beaux-Arts, acquise dans le dessin, comme l'avait remarqué un de ses professeurs, le peintre Maurice Mélat. Peintre et graveur, c’est dans le dessin qu’il se révèle le plus abouti, moyen d’expression qu’il va développer selon diverses voies toute sa vie. 
Très tôt, il dessine la nature qui l’entoure, les paysages de Vicdessos et de Rabat-les-Trois-Seigneurs, où il mêle intimement au regard d’ethnographe d’un monde paysan qui s’éteint, la sureté du trait du dessinateur naturaliste, précis et aiguisé, reproduisant la tige fanée d'une angélique sauvage, l’écorce tourmentée d’un vieil arbre, la chouette ou le corbeau décharnés accrochés à un arbre comme épouvantail, les gerbes de foins assemblées dans les champs. Tout est réel, et pourtant, à force de précision, se dégage parfois une poésie du fantastique.
Ses oiseaux dessinés au scalpel rappellent irrésistiblement les œuvres d'Albrecht Dürer et de Pisanello. Izaure ne s’en cache pas, il a réalisé plusieurs de ses dessins en hommage au Maître Dürer. Il se pose lui-même en héritier des artistes de la Renaissance (voir son dessin en hommage à Breughel).
Les années 1970 inaugurent pour René Izaure une période où sa force plastique se révèle pleinement, en dessin comme en gravure. La rencontre avec des peintres chinois et ses deux voyages en Chine en 1983 et 1988 nourrissent son œuvre, qui déjà s’orientait vers de nouvelles voies depuis quelques années. À partir des années 1980, il renouvelle son inspiration, en poussant à l’extrême sa technique d’une précision absolue et en agrandissant ses formats. Il adapte ses formats aux compositions parfaitement maîtrisées : rectangulaires, carrées, allongées à la manière extrême-orientale.
René Izaure qualifie lui-même son art « d’indéfinissable désir de revivre en dessinant le lien sensoriel avec le réel, que de toujours l’homme ressent face à une nature qui le dépasse. Cette traduction par le trait aussi réaliste qu’elle puisse paraître, n’est pas de la copie. Il s’agit de re-commencement ».

### Dessins
Ses premiers dessins tracent les voies futures de son œuvre : résolument figuratifs, amples dans leur composition, précis dans la représentation de la nature et de ses paysages, du modelé de la roche ou des délicates dentelures d’une plante sauvage. Il réalise de nombreux croquis de paysages, travaillant le plus souvent à l’extérieur. Le dessin est pour lui affaire de patience et de temps. Son œil, qualifié « d’absolu », semble tout voir, de l’infiniment grand à l’infiniment petit, et la main dessine patiemment ce que voit sa sensibilité : travail d’analyse devant le motif, mais surtout travail de mémoire pour réinventer la nature.
L’outil prend une dimension essentielle dans l’élaboration de ses « pages d’écritures », ainsi est sous-titré un de ses dessins, La fuite en Égypte, page d’écriture en hommage à Pieter Bruegel l'Ancien (1995). René Izaure utilise de nombreuses techniques traditionnelles pour ses dessins, chacune donnant un caractère particulier, selon le matériau utilisé : travail à l'encre de Chine avec le stylo Diénal ; larges aplats vigoureux pour le carré Conté ; traits fins et modelés pour la mine de plomb ; traits vifs et hachures pour la plume. Avec le crayon Wolff, devenu son crayon fétiche à partir de 1973, car il offre la profondeur des noirs du charbon avec la précision de la mine de plomb, Izaure se pose en virtuose de la matière : il fouille à l’extrême les modelés, les effets de brumes et de nuages, mais aussi analyse finement la courbe incisée d’une tige, la délicate fragilité d’une étamine, le modelé souple d’un pétale. Il inclut des éléments fantastiques, le plus souvent des oiseaux, comme dans Les Observateurs (1986), où des hiboux, des paons ou des aigles en armures observent un paysage urbain aux humains minuscules.
Il dessine les paysages d'Ariège, et utilise diverses techniques, comme le carré Conté dans Jour de neige à Rabat-les-Trois-seigneurs (1953), mais surtout la plume et l'encre de Chine, sous l'influence de la gravure apprise à partir de 1953, comme dans Lessive à Vicdessos (1961) ou le majestueux Pigeonnier à Pompertuzat (1965). Vers la fin des années 1960, il s'intéresse à des paysages plus urbains, comme les Immeubles à Alicante (1967) et Raffinerie à Lavera (1970), réalisées au carré Conté. La série sur les oiseaux rapaces, utilisés souvent comme épouvantails en Ariège, et les animaux morts commence dans les années 1970.
Sa découverte du crayon Wolff dans les années 1980 lui permet un raffinement extrême dans son travail qui mêle à la précision du trait de détail, la grandeur des masses paysagères d'un panorama de montagne: ce sont des fleurs très détaillées en premier plan (Fin de l'hiver dans le jardin de Mars, 1987), sur fond de montagne (Angélique sauvage, digitale pourpre et fleurs de montagne dans la vallée de Vicdessos, 2003).
L'influence de la peinture traditionnelle chinoise se fait de plus en plus ressentir dans ses dessins. il revisite les montagnes de son pays natal, les allonge démesurément et les emplit de brumes éternelles : Chant d’octobre (2004), Vicdessos ou la montagne éternelle (2004) sont devenus une Ariège imaginaire.
Lors d'un de ses voyages en Chine, les autorités lui avaient  offert des tampons en jade, portant son nom et la devise « dessinateur des deux vallées » en caractères chinois anciens. Ces tampons seront sa seconde signature, et la plupart de ses dessins en sont estampillés, à l’encre rouge. Au cours de ces années, il joue de plus en plus avec l’esthétique pure de l’écriture et précise avec soin, sur chacun de ses dessins, le titre, la technique et la dimension. Parfois, à partir des années 1990, s’y ajouteront des poèmes connus ou qu’il écrit lui-même.

### Gravure
Comme pour le dessin, René Izaure s'essaye à différentes techniques de gravure, avant de se spécialiser dans la taille directe — burin et pointe sèche sur une plaque de métal — et l'eau-forte. Il décrivait la gravure comme « une grande dame qui a toujours su trouver pour la servir des hommes libres, au métier sûr, et au cœur plein de rêves. »
Par le biais de la gravure, il exprime plus qu'en dessin ses vues fantastiques, comme dans Paysage au dragon (1960-1970, burin), où l'on voit un dragon aux formes loufoques et qui possède certains membres végétaux, devant un village de montagne ; ou Procession aux cyprès (2007, eau-forte et burin), où des oiseaux — thème déjà très utilisé en dessin —, habillés, forment une procession religieuse.

## Expositions
Personnelles
- 1971 : Galerie Chappe-Lautier, Toulouse
- 1973 : Compagnie européenne de la banque, Toulouse
- 1975 : Compagnie européenne de la banque, Toulouse
- 1982 : Exposition à l'ENAC, Centre Léonard de Vinci, Toulouse
- 1987 : Rétrospective organisée par le centre culturel de Foix
- 1990 : Galerie Simone Boudet
- 1995 :
  - Musée des beaux-arts de Pau (dessins, gravures et peintures)
  - Galerie Simone Boudet
- 2001 : Galerie du Majorat, Villeneuve-Tolosane (œuvre gravé)
- 2009 : Musée Goya, Castres (dessin et gravure)[20]
- 2011 : Musée Raymond Lafage de Lisle-sur-Tarn (dessin et gravure)[21]
- 2014 : Rétrospective posthume en hommage à René Izaure, Centre d'art contemporain Les Olivétains, Saint-Bertrand-de-Comminges (dessin et gravure)

Collectives
- 1954 : Société des artistes méridionaux, Toulouse
- 1983 : Exposition de la Société des artistes français à Pékin, Chine
- 1986 : « 120 ans de gravure toulousaine », école des beaux arts de Toulouse
- 2002 : « L'excellence de Maurice Mélat, Louis Louvrier, René Izaure, Françoise Galy-Izaure », Musée Goya, Castres[9]

## Prix et reconnaissance
- 1958 : Prix de la gravure de la ville de Toulouse
- 1982 :
  - Grand prix de la ville d'Auch
  - Grand prix de la ville de Toulouse
- 1983 : Médaille d'argent en dessin au Salon des Artistes français, Paris
- 2000 : Inauguration de la salle « René Izaure » à la Maison des Consuls de Vicdessos